# Charlotte Reimerson
Charlotte Karin Eugenie Sally Reimerson, född Ekman den 10 januari 1927 i Halmstad, död 11 maj 2024 i Kungsholmens distrikt i Stockholm, var en svensk konsumentupplysare och författare. Hon ägnade sig åt konsumentjournalistik i press, radio och tv i närmare 60 år.

## Biografi

### Bakgrund
Charlotte Reimerson var dotter till tandläkaren Edvin Ekman och filosofie doktor Karin Johansson, född Breimer. Modern gifte om sig 1946 med Reimer Johansson, som var landshövding i Hallands län.
Reimerson tog studentexamen 1947 i Uppsala. Samma år gifte hon sig med lantbrukaren Bengt Reimerson, som också var hennes styvbror. Som ung lantbrukarhustru med begränsad ekonomi började hon tänka konsumentkritiskt och skriva insändare. Efterkrigstidens varor höll dålig kvalitet och hon granskade dem och ifrågasatte reklamen.

### De första uppdragen
Sitt första uppdrag fick hon 1950 när hon medverkade i radioprogrammet Husmorshalvtimmen, en radioklassiker som 1960 ersattes av Familjespegeln. I debuten debatterade hon konsumentfrågor i rollen som husmor med sin mor, som var etnolog. Åren 1951–1965 frilansade Reimerson i press, radio och tv. När Riksförbundet Landsbygdens folk 1951 grundade tidningen Lanthemmet fick hon en egen spalt benämnd Ung lanthusmor funderar. Hon var då tvåbarnsmor på en gård i Västmanland.
1952 förekom Reimerson i radions Husmorsskolan, ett program i radions folkbildningstradition med information till husmödrar i praktiska frågor.

### Radio- och tv-uppdrag 1958–1964
1958 gjorde Reimerson uppmärksammad tv-debut i programmet Vi läser annonser som granskade tvättmedelsreklam. Hon krävde svar av inbjudna företagschefer om förtjänsten med de blå kraftkornen Blue Magic och supertensider. Det räckte för att cheferna inte ville vara med i den senare direktsändningen. 1958–1959 sändes Mitt i veckan. Vardagseftermiddag med Charlotte Reimerson, ett magasinsprogram som vände sig till kvinnor och producerat av redaktionen för Hem och familj där Ingrid Samuelsson var chef. Programmet varvades med Ria Wägners Hemma, men hade inte samma traditionella husmorsinnehåll genom inriktningen på konsumentfrågor. Den kvinnovinkel konsumentupplysningen fick i Sverige förde även med sig fokus på kvinnors situation i vidare mening. När konsumentfrågorna efter hand blev mer allmänna försvann också de mer samhällsorienterande reportagen om kvinnors villkor.
Reimerson medverkade 1959–1960 i tv-programmet Familjefönstret. Åren 1960–1964 medarbetade hon med egna program på samhällsredaktionen och på Aktuellt och Fokus samt i radions Familjespegeln. Åren 1961–1964 var hon nyhetsreporter och gjorde längre reportage i radions Mellankvarten, som var en av Sveriges Radios nya regionala sändningar. Programmet sändes mest från Kopparberg men även från Örebro.

### Pressuppdrag från 1965
1965 tog Reimerson examen på konsumentlinjen vid Journalistinstitutet i Stockholm. Hon hade samtidigt med studierna skrivit konsumentartiklar för Förenade Landsortstidningar.
Våren 1965 började Reimerson arbeta på Expressen. Hon efterträdde Willy Maria Lundberg som efter en schism gått till Aftonbladet. Expressen skulle satsa på konsumentupplysning. Reimerson ville skapa konsumentkontakter och uppmanade läsarna till konsumentkritisk aktivism. Hon såg sig som konsumentens företrädare och värnade kundens rättigheter. Tidningen skaffade sin så kallade Ögat-på-öret-jury som krävde förändringar till konsumenternas fördel. Medan hon var kvar på tidningen startade hon även aktiva konsumentgrupper ute i landet.
Reimerson betraktade konsumentupplysning som en fråga om nyheter. Avslöjanden om fusk med kvalitet och prissättning eller snusk i livsmedelshantering var nyhetsjournalistik. år 1966 uttryckte hon önskemål om att det hon skrev inte skulle publiceras på Expressens familjesida, som var en underhållande avdelning, och våren 1967 lämnade hon tidningen.ref name=":7" /> Hon gick därefter till ICA-kuriren, där hon var anställd 1967–1976. Från 1976 verkade Reimerson åter som frilansjournalist. Mellan åren 1976 och 1988 hade hon egen spalt i Hyresgästföreningens Vår bostad. 1980–1992 skrev hon i tidningen Apoteket och var redaktör för Vi kunder. Åren 1988–1992 var hon Aftonbladets konsumentreporter och från 1999 krönikör i Konsumentverkets tidning Råd & Rön.

### Tv-uppdrag från 1976
Åren 1976–1977 var Reimerson konsumentreporter i TV1:s Sveriges Magasin, där hon även ingick i redaktionen. Hösten 1977 medverkade hon i Go’morron Sverige med Lennart Hyland. 1978 styrdes konsumentupplysningen över till Aktuellt-redaktionen med Konsument-Aktuellt och därefter till SVT1:s nyhetsmagasin på söndagskvällar, A45. 1989 medverkade Reimerson i Reklamrutan från SVT Växjö och 1989–1990 i Packat och klart från SVT Falun. Senare medverkade hon under flera perioder i olika program, bland annat i den moderna versionen av Hemma med Ingela Agardh åren 1993–1994. 1995 medverkade hon i TV4 med  konsumentinslag, 1999 i Reportrarna i TV2 om livsmedelshandeln och även i Tête-a-tête, en serie i TV2 där hon och fyra andra kvinnor samtalade.
När Reimerson dominerade konsumentupplysningen i SVT1 var hennes metod att kombinera egna erfarenheter med grävande journalistik. Hon avslöjade bland annat kylskåp med brandfarliga termostater, felaktigt monterade stickkontakter och farliga barnvagnar. Ett helt bostadsområde fick byta ut sina köksskåp sedan det visat sig att plasten i gångjärn och hyllbärare åldrades för snabbt och sprack.

### Böcker och skrifter
1991 utkom boken De fula knepen. Det handlar om priset i reklamen författad på uppmaning av Utbildningsförlaget Brevskolan. Den användes i studiecirklar för att öka kunskapen om vilseledande reklam och marknadsföring. Sist ägnade hon sig åt konsumentupplysning knuten till begravningsbranschen. Gensvaret blev stort och skrifterna gick ut i halvmiljonupplagor. Först kom boken Den sista tjänsten: om död och begravning och därefter ytterligare sju skrifter på temat.

### Styrelseuppdrag och programmet Sommar
Reimerson hade styrelseuppdrag i Svenska Journalistförbundet 1971–1977,, Journalisthögskolan Stockholm 1973–1977 och Beredskapsnämnden för psykologiskt försvar 1974–1980. Åren 1970, 1971, 1973, 1977 och 1990 var hon sommarpratare i Sveriges Radios program Sommar. Efter avslutad karriär donerade hon sitt arbetsmaterial till Nordiska museets minnesarkiv. Reimerson är gravsatt på Skogskyrkogården i Stockholm.

## Utmärkelser
- 1980 Stora journalistpriset i tv-klassen: för intensiv, orädd och journalistiskt genomarbetad konsumentupplysning.[13]
- 1998 Råd & Rönprisets första mottagare: för 50 års kamp för konsumenternas bästa.
- 1999 Utbildningsförlaget Brevskolans författarpris.[6]
- 2012 Sveriges konsumenters hedersomnämnande: för modig och mångårig kamp för konsumenternas rätt i samhället.[23]